# Провулок Ратманського
Прову́лок Ратма́нського — зниклий провулок, що існував у Подільському районі міста Києва, місцевість Поділ. Пролягав від вулиці Ратманського (тепер — Введенська) приблизно від будинку № 40а до тупика (приблизно біля будинку № 41 по Почайнинській вулиці).

## Історія
Провулок виник у 1-й половині XIX століття під назвою Телячий. Назву провулок Ратманського (на честь Михайла Ратманського, одного з організаторів комсомольського руху в Україні) отримав 1952 року.
Ліквідований 1981 року у зв'язку з частковою зміною забудови.